# Gopherus flavomarginatus
A tartaruga Bolson (Gopherus flavomarginatus), também chamada de tartaruga gigante mexicana ou tartaruga de margem amarela, é uma espécie de tartaruga da América do Norte. Das seis espécies de tartarugas norte-americanas, é a maior, tendo um comprimento de carapaça de cerca de 46 cm (18 in). Ele vive em uma região do deserto de Chihuahuan conhecida como Bolsón de Mapimí, que está localizada no centro-norte do México.

## Descoberta
A tartaruga Bolson foi descoberta apenas em 1959. A lenda é que um grupo de biólogos que trabalhavam no Bolsón de Mapimí estava em uma fazenda e viu galinhas comendo uma grande carapaça de tartaruga. Eles perguntaram sobre a origem da concha e os moradores responderam dizendo que era "la tortuga grande del desierto", a grande tartaruga do deserto.
Em 1979, a Reserva da Biosfera Mapimi de 340.000 hectares foi criada para proteger a tartaruga Bolson e outras flora e fauna únicas do Bolsón de Mapimí. Apesar dessa designação, a pecuária e a mineração ainda ocorrem na reserva. Se isso é prejudicial para a tartaruga não é conhecido.

## População em declínio
A pesquisa mais recente, publicada em 1991 a partir de dados coletados em 1983, estima que menos de 10.000 tartarugas permanecem na natureza. As populações diminuíram principalmente devido à coleta excessiva de alimentos e ao comércio de animais de estimação. A incursão de estradas, ferrovias e desenvolvimento agrícola aceleraram o declínio da espécie nos últimos 40 anos. Na parte central de seu alcance, os moradores estão cientes do status de proteção da tartaruga e ajudam na sua conservação. No entanto, na porção nordeste de sua faixa, perto de La Sierra Mojada, as populações da tartaruga são baixas. Acredita-se que as tartarugas ainda são coletadas e comidas nesta área. Além disso, estão sendo realizadas extensas operações de limpeza de arbustos para abrir caminho para o gado pastando. Em 2008, após a construção de usinas de etanol subsidiadas pelo governo federal, iniciaram-se as operações de cultivo extensivo de milho dentro da Reserva da Biosfera Mapimi. As fazendas foram cultivadas em habitat de tartarugas, apesar de seu status protegido. Em 2018, o Grupo de Especialistas em Tartarugas e Tartarugas de Água Doce da IUCN recomendou uma reavaliação e reclassificação de todas as seis espécies de Gopherus Essa reclassificação moveria G. flavomarginatus de Vulnerável (VU) para Criticamente Ameaçado (CR)

## Tartarugas Appleton
No outono de 2006, 26 tartarugas Bolson foram translocadas do Audubon Appleton-Whittell Research Ranch em Elgin, Arizona para o Ted Turner's Armendaris Ranch no centro-sul do Novo México, um ambiente desértico de Chihuahuan dentro da faixa pré-histórica desta espécie  Essas tartarugas, conhecidas como tartarugas Appleton em comemoração a Ariel Appleton, um campeão da conservação da tartaruga Bolson, foram originalmente trazidas para o Arizona de Durango, México pelo Dr. David Morafka em 1973. Quatro tartarugas da população de Appleton foram estabelecidas no Living Desert Museum em Carlsbad, Novo México. Ambos os locais têm programas de reprodução ativos em vigor.

## Renaturalização
A tartaruga Bolson foi recentemente trazida à atenção do mundo quando, em agosto de 2005, um artigo sobre a renaturalização do Pleistoceno apareceu na revista Nature (Donlan, et al., 2005) propondo que a megafauna que se extinguiu na América do Norte no final do Pleistoceno (~12.800 anos atrás) ser reintroduzido no continente para criar um Parque Pleistoceno. A tartaruga Bolson foi a primeira espécie proposta para este esforço de restauração. A tartaruga é única porque, ao contrário dos mamutes, gatos com dentes de sabre e preguiças gigantes, não está extinta.  O Turner Endangered Species Fund, que reintroduziu a tartaruga no Novo México, deixou claro que a restauração da tartaruga ao sudoeste é um projeto de recuperação de espécies ameaçadas e não um projeto de renaturalização, embora existam elementos de renaturalização.